# 龙孔镇 (丰都县)
龙孔镇是中国重庆市丰都县下辖的一个镇。

## 行政区划
龙孔镇辖1个社区、10个行政村。
- 社区：
- 村：龙孔村、阳雀村、李家坝村、金台村、临江村、大面场村、玉溪村、大坝村、凤凰村、楠竹村